# Saints Row (computerspelserie)
Saints Row is een action-adventure computerspelserie ontwikkeld door Volition, Inc. THQ was de uitgever van Saints Row, Saints Row 2 en Saints Row: The Third; na het faillissement van THQ werd de serie overgenomen door Deep Silver.

## Gameplay
Doorheen de spellenreeks is de speler de baas van de 3rd Street Saints: een straatbende die zich gevestigd heeft in de fictieve stad Stillwater. Doorheen alle games, is het de bedoeling de districten te veroveren van de andere aanwezige bendes om controle te krijgen over de stad.
Het spel heeft een respect-systeem. Er is respect nodig om hoofdmissies te kunnen starten. Dit kan worden verdiend door minigames te spelen, deals van andere bendes te verstoren en zijmissies te spelen voor de leden van de Saints.

## Plot
In Saints Row is de speler een personage dat zich midden in een vuurgevecht tussen drie bendes bevindt: de Vice Kings, Los Carnales en de Westside Rollerz. De speler wordt gered door de 3rd Street Saints, waarna die besluit lid te worden van deze kleine bende om ze te helpen hun eigen district terug te veroveren. Nadat dit gelukt is, besluiten de Saints om de rest van de districten te veroveren van de drie andere bendes.
Saints Row 2 speelt zich vijf jaar later na de gebeurtenissen van Saints Row af. De speler wordt wakker nadat die vijf jaar in coma lag in de gevangenis. Het blijkt dat de bende haar controle op Stillwater verloren is, en drie andere bendes (de Ronin, Brotherhood en Sons of Samedi) de oude districten van de Saints hebben veroverd. In dit spel is de speler officieel de baas, en beslist om de bende opnieuw samen te krijgen, een nieuw hoofdkwartier op te zetten en de stad te heroveren. Naast de drie bendes is er nog een vierde vijand: Ultor Corporation. Dit bedrijf heeft van Saint's Row een winstgevende wijk gemaakt, en heeft nog andere plannen voor Stillwater. Ook dit moet de speler trachten te voorkomen.
Saints Row: The Third speelt zich af in de zusterstad van Stillwater: Steelport. Deze stad is in handen van de criminele organisatie de Syndicate. Op straatniveau zijn de wijken in handen van twee straatbendes: de Morningstar, Luchadores en Deckers. Hier moet worden gezocht naar nieuwe vrienden om de stad te bevrijden van de macht van de Syndicate en de aangesloten bendes. Als antwoord op het bendegeweld doet ook de STAG zijn intrede: een paramilitaire organisatie met als doel de bendeoorlog, en dus ook de speler, te stoppen. 
In Saints Row IV is de speler president geworden van de Verenigde Staten nadat een terroristische aanslag is voorkomen. De speler wordt echter, samen met de andere Saints, ontvoerd door de Zin: een buitenaardse beschaving en opgesloten in een virtuele simulatie van Stillwater, waar de speler uit zal moeten breken. Het lukt echter om de simulatie aan te passen naar eigen voordeel, waardoor de speler zichzelf superkrachten kan geven. Het doel is de andere Saints te redden en de Zin te verslaan, maar er moet ook opnieuw worden gestreden tegen oude vijanden en eigen angsten.

### Reboot
De reboot speelt zich af in Santo Ileso, een fictieve stad in het hart van het Zuid-Westen van Amerika. De speler is de baas van The Saints, een straatbende dat opgericht door een groep van jonge vrienden die "Self Made" een criminele organisatie hopen uit te bouwen.

## Spellen
| Release | Titel                       | Platform                                                               | Ontwikkelaar                                | Uitgever    | Opmerkingen         |
| ------- | --------------------------- | ---------------------------------------------------------------------- | ------------------------------------------- | ----------- | ------------------- |
| 2006    | Saints Row                  | Xbox 360                                                               | Volition, Inc.                              | THQ         |                     |
| 2008    | Saints Row 2                | PlayStation 3, Windows, Linux, Xbox 360                                | Volition, Inc., CD Projekt (Windows)        | THQ         |                     |
| 2011    | Saints Row: The Third       | PlayStation 3, Windows, Linux, Xbox 360                                | Volition, Inc.                              | THQ         |                     |
| 2013    | Saints Row IV               | PlayStation 3, PlayStation 4, Windows, Linux, Xbox 360, Xbox One       | Deep Silver Volition                        | Deep Silver |                     |
| 2015    | Saints Row: Gat out of Hell | PlayStation 3, PlayStation 4, Windows, Linux, Xbox 360, Xbox One       | Deep Silver Volition, High Voltage Software | Deep Silver |                     |
| 2022    | Saints Row                  | PlayStation 4, PlayStation 5, Xbox One, Xbox Series, Microsoft Windows | Deep Silver Volition                        | Deep Silver | Reboot van de serie |